# Щербаков, Леонид Михайлович
Леони́д Миха́йлович Щербако́в (7 апреля 1927, Олебино, Ярославская губерния — 19 мая 2004, Москва) — советский легкоатлет. Серебряный призёр летних Олимпийских игр 1952 года; двукратный чемпион Европы в тройном прыжке; семикратный чемпион СССР. Включён в список 10 лучших в мире мастеров тройного прыжка всех времён, опубликованном IAAF в 1987 году.
Выступал за спортивное общество «Динамо».
Заслуженный мастер спорта СССР (1952).

## Спортивная биография
Первого успеха Щербаков добился в 1948 году, когда он стал вторым на чемпионате СССР. В следующем году он стал чемпионом. В 1950 году он снова второй, первым был Борис Замбримборц. В течение следующих 6 лет Щербаков ни разу не проиграл, став 7-кратным чемпионом Союза. В 1957 году он был ещё раз вторым, на этот раз за Олегом Ряховским.
На чемпионате Европы 1950 года в Брюсселе Щербаков с результатом 15 м 39 см завоевал первое в истории для советских прыгунов золото, на 40 см обойдя ставшего вторым финна Вальдемара Раутио. Через 2 года, на Олимпийских играх 1952 года в Хельсинки, с результатом 15 м 98 см (рекорд Европы), он стал вторым, вслед за бразильцем Адемаром да Силвой, выигравшим с мировым рекордом — 16 м 22 см.
19 июля 1953 года в Москве Щербаков установил новый мировой рекорд — 16 м 23 см, на 1 см превысив предыдущий. На чемпионате Европы 1954 года в Берне Щербаков успешно защитил свой титул, став двукратным чемпионом Европы.
В марте 1955 года Адемар да Силва вернул себе звание мирового рекордсмена, установив планку на отметке 16 м 56 см. Лучшим достижением Щербакова стал прыжок на 16 м 46 см, 4 июля 1956 года.
Закончив карьеру спортсмена, Щербаков стал работать преподавателем Центрального института физкультуры. Написал кандидатскую диссертацию. В дальнейшем работал за рубежом, на Кубе, в Алжире, воспитав немало спортсменов, в том числе рекордсмена мира 1971 года Педро Переса.
Умер 19 мая 2004 года в Москве. Похоронен на Хованском кладбище.

## Награды
- Орден «Знак Почёта» (27.04.1957) — за успехи, достигнутые в деле развития массового физкультурного движения в стране, повышения мастерства советских спортсменов, и успешное выступление на международных соревнованиях
- Почетный знак «За заслуги в развитии олимпийского движения в России»[4]